# 8-ма окрема бригада спеціального призначення (СРСР)
8-ма окрема бригада спеціального призначення (8 обр СпП, в/ч 65554) — формування військ спеціального призначення Радянської армії, що існувало у 1962—1992 роках.
Бригада брала участь у вторгненні до Чехословаччини 1968 року і війні в Афганістані 1979—1989 років. 1990 року більша частина бригади була розгорнута на Північному Кавказі.
Після розпаду СРСР бригада увійшла до складу Збройних сил України і в 2003 році була переформована як 8-й окремий полк спеціального призначення.

## Історія
Історія бригади розпочалася 24 жовтня 1950 року, коли директивою Міністерства оборони СРСР командувачам армій та військових округів, було наказано сформувати при механізованих та загальновійськових арміях, а також при деяких військових округах окремі роти спеціального призначення. Під документом стояли підписи військового міністра маршала Олександра Василевського та начальника Генштабу генерала армії Сергія Штеменка. Згідно з цією директивою під керівництвом Головного розвідувального управління Генерального Штабу (ГРУ ГШ) до 1 травня 1951 року було сформовано 46 окремих рот військ спеціального призначення, кожна чисельністю в 120 солдатів. Загальна чисельність створених військ спеціального призначення становила 5520 осіб. Так, у Ізяславі з'явилася 36-та окрема рота спеціального призначення. У 1957 році керівництво Збройних сил СРСР вирішило переформувати 5 рот спеціального призначення на батальйони, вони були створені до кінця року. 36-та окрема рота спеціального призначення була переформована на 36-й окремий батальйон спеціального призначення у Прикарпатському військовому окрузі. За результатами навчань, виявилось що для ефективніших дій військ спеціального призначення у потрібні більші сили. Директивою Генштабу від 27 березня 1962 року були розроблені проекти штатів бригад військ спеціального призначення для мирного та воєнного часу. З 1962 року почалось створення 10 кадрованих бригад, формування було завершено до кінця 1963 року. Бригади формувались в основному особовим складом ПДВ та сухопутних військ. Формування 8-ї окремої бригади спеціального призначення розпочалося 15 грудня 1962 року на базі 36-го окремого батальйону спеціального призначення у Прикарпатському військовому окрузі, розташованого в Ізяславі Хмельницької області.

### Вторгнення до Чехословаччини
1968 року бригада брала участь у вторгненні до Чехословаччини, так званій операції «Дунай». Серед виконаних завдань: спеціальна група майора В. І. Большакова розблокувала залізничну станцію у м. Кошиці, а група лейтенанта М. Личака нейтралізувала мережу підпільних радіостанцій та провела розвідку військових об'єктів.

### Радянсько-афганська війна
У лютому 1985 року в Ізяславі, Хмельницька область, на базі 8-ї ОБр СпП Прикарпатського військового округу було сформовано 186-й окремий загін спеціального призначення Головного розвідувального управління Генерального штабу ЗС СРСР (186-й ОЗ СпП), умовна назва 7-й окремий мотострілецький батальйон, командиром якого був призначений підполковник К. К. Федоров. До складу 186-го окремого загону спеціального призначення включено військовослужбовців 8-ї окремої бригади спеціального призначення (Ізяслав, УРСР), 2-ї окремої бригади спеціального призначення (Промежиці, РРСФР),  4-ї окремої бригади спеціального призначення (Вільянді, ЕРСР), 10-ї окремої бригади спеціального призначення (Первомайське, УРСР).
31 березня 1985 року загін спеціального призначення був переданий до складу 40-ї армії й організаційно включений до 22-ї бригади спеціального призначення. 
Загін формувався за спеціальним «афганським» штатом — 538 осіб (що вдвічі перевищувало звичайний). 22 лютого 1985 року командир 22-ї бригади спеціального призначення полковник Герасимов Д. М. отримав наказ ввести бригаду до Афганістану. 7 квітня 1985 року 186-й окремий загін спеціального призначення ввійшов до Афганістану. Пройшовши власним ходом через Пулі-Хумрі, Саланг, Кабул і Газні, 16 квітня загін прибув на відкриту місцевість біля населеного пункту Шахджой. Частина загону також розміщувалася в кишлаку Лашкаргах. 15 травня 1985 року загін приступив до виконання завдань.
Основним завданням 186-го окремого загону спеціального призначення було захоплення караванів та знищення  афганських моджахедів, які їх супроводжували.

Надмогильний пам'ятник Юрія Бєлєнка — полковника, майстра спорту СРСР, одинадцятикратного рекордсмена світу з парашутного спорту

186-й ОЗ СпП ГРУ ГШ ЗС СРСР виконував завдання до травня 1988 року. 22 червня 1988 року був виведений зі складу 40-ї армії і вибув з Афганістану до місця постійної дислокації 8-ї окремої бригади спеціального призначення. Втрати загону за час війни склали 41 особу загиблими.
На додачу на початку грудня 1990 року з Німеччини до Ізяслава була передислокована 794-та окрема рота спеціального призначення ГРУ ГШ ЗС СРСР.

### Північний Кавказ
У 1990 році більша частина бригади була розгорнута в Тбілісі та Вазіані, Грузинська РСР, для придушення масових виступів.

### Україна
Від 1 січня 1992 року перейшла під юрисдикцію України, і згодом була переформована як 8-й окремий полк спеціального призначення.

## Вишкіл
1963 року, влітку, особовий склад бригади на території Білоруського військового округу здійснив 702 десантування з літаків Ан-2, Лі-2 та Ан-12. Пізніше, було підраховано, що за 50 років хмельницькі спецпризначенці виконали 135 тисяч стрибків з парашутом.
У 1967 році бригада брала участь у маневрах «Дніпро». Ізяславські спецпризначенці були нагороджені Пам'ятним прапором Військової Ради Прикарпатського військового округу.
1969 року бригада брала участь у оперативно-стратегічних навчаннях у Рязанській області. Метою навчань було відпрацювання бойового застосування військ спеціального призначення. Для забезпечення перекидання особового складу і вантажів в тил ворога використовувалася військово-транспортна авіація. Аеродром зльоту і посадки — Дягілево.
8-ма окрема бригада спеціального призначення показала відмінні результати в ході навчань «Весна-75», «Авангард-76», «Захід-81», «Дозор-86», «Осінь-88».

## Структура
Організаційно-штатна структура 8-ї окремої бригади спеціального призначення станом на 1963 рік була наступною: штаб бригади (близько 30 осіб), один розгорнутий загін СпП (за штатом 164 особи), загін спецрадіозв'язку за скороченим штатом (близько 60 осіб), три зкадрованих загони СпП, два зкадрованих окремих загони СпП, рота господарського забезпечення. Окрім того, в бригаді були такі згорнуті підрозділи: рота спеціального мінування, група спеціального озброєння (ПТРК, РС «Град-П», ПЗРК). У мирний час чисельність скадрованої бригади не перевищувала 200—300 осіб, за штатми військового часу повністю розгорнута окрема бригада спеціального призначення мала у своєму складі понад 2500 осіб.
- Управління, штаб бригади
- 1-й загін спеціального призначення (розгорнутий)
- 2-й загін спеціального призначення (кадрований)
- 3-й загін спеціального призначення (кадрований)
- 4-й загін спеціального призначення (кадрований)
- Окремий загін спеціального призначення (кадрований)
- Окремий загін спеціального призначення (кадрований)
- Загін спеціального зв'язку (скороченого штату)
- Рота матеріального забезпечення (кадрований)
- Рота спеціального мінування (кадрований)
- Група спеціального озброєння (кадрований)

## Командування

### Командири
- 1963—1966 роки — полковник Середній Павло Спиридонович
- 1966—1972 роки — полковник Бєлятко Леонорій Петрович
- 1972—1979 роки — полковник Іванов Едуард Степанович
- 1979—1982 роки — полковник Лук'янець Григорій Григорович
- 1982—1990 роки — полковник Ковальов Олександр Миколайович
- 1990—1992 роки — полковник Поляков Леонід Леонтійович

### Заступники
- (???) полковник Бєлєнко Юрій Іванович — заступник з повітрянодесантної підготовки[5]